# Торрехон-де-ла-Кальсада
Торрехон-де-ла-Кальсада (ісп. Torrejón de la Calzada) — муніципалітет в Іспанії, у складі автономної спільноти Мадрид. Населення — 6904 особи (2010).
Муніципалітет розташований на відстані близько 25 км на південь від Мадрида.
На території муніципалітету розташовані такі населені пункти: (дані про населення за 2010 рік)
- Торрехон-де-ла-Кальсада: 6901 особа
- Васіасілос: 3 особи

## Демографія
Динаміка населення (INE ):

## Галерея зображень

Розташування муніципалітету у автономній спільноті Мадрид